# Санрайз (тауншип, Миннесота)
Санрайз (англ. Sunrise) — тауншип в округе Шисаго, Миннесота, США. На 2000 год его население составило 1594 человека.

## География
По данным Бюро переписи населения США площадь тауншипа составляет 119,0 км², из которых 117,4 км² занимает суша, а 1,5 км² — вода (1,28 %).

## Демография
По данным переписи населения 2000 года здесь находились 1594 человека, 538 домохозяйств и 444 семьи.  Плотность населения —  13,6 чел./км².  На территории тауншипа расположено 568 построек со средней плотностью 4,8 построек на один квадратный километр. Расовый состав населения: 97,80 % белых, 0,38 % афроамериканцев, 0,50 % коренных американцев, 0,38 % азиатов, 0,06 % — других рас США и 0,88 % приходится на две или более других рас. Испанцы или латиноамериканцы любой расы составляли 0,38 % от популяции тауншипа.
Из 538 домохозяйств в 40,9 % воспитывались дети до 18 лет, в 74,3 % проживали супружеские пары, в 3,2 % проживали незамужние женщины и в 17,3 % домохозяйств проживали несемейные люди. 12,6 % домохозяйств состояли из одного человека, при том 3,9 % из — одиноких пожилых людей старше 65 лет. Средний размер домохозяйства — 2,96, а семьи — 3,22 человека.
30,1 % населения — младше 18 лет, 7,2 % — в возрасте от 18 до 24 лет, 31,6 % — от 25 до 44, 24,3 % — от 45 до 64, и 6,9 % — старше 65 лет. Средний возраст — 35 лет. На каждые 100 женщин приходилось 105,7 мужчин.  На каждые 100 женщин старше 18 приходилось 106,9 мужчин.
Средний годовой доход домохозяйства составлял 60 223 доллара, а средний годовой доход семьи —  60 721 доллар. Средний доход мужчин —  40 820  долларов, в то время как у женщин — 25 074. Доход на душу населения составил 22 336 долларов. За чертой бедности находились 3,3 % семей и 4,2 % всего населения тауншипа, из которых 3,4 % младше 18 и 5,3 % старше 65 лет.